# Galleria nazionale (Bulgaria)
La Galleria nazionale (in bulgaro Национална галерия?, Nacionalna galerija), precedentemente nota come Galleria Nazionale d'Arte (in bulgaro Национална художествена галерия?), è il più grande museo d'arte della Bulgaria. È uno dei 100 siti turistici nazionali dell'Unione turistica bulgara. Si trova nel centro di Sofia, la capitale della Bulgaria. È ospitata nell'edificio centrale e nell'ala nord-ovest dell'ex Palazzo Reale, condividendo un ingresso comune con il Museo Etnografico Nazionale (ospitato nell'ala sud-est). Dal 2015 porta il nome attuale di Galleria Nazionale. Ha diverse filiali a Sofia.
Possiede oltre 41.000 opere di pittura, scultura, grafica, arte decorativa e contemporanea, la più ricca collezione di arte cristiana nelle terre bulgare (secoli IV-XIX), alcune delle migliori realizzazioni dei maestri bulgari dal Rinascimento ai giorni nostri, esempi di arte europea (XV-XX secolo) e opere uniche provenienti da Asia, Africa e America.

## Filiali
La Galleria nazionale riunisce:
- l'ex Palazzo Reale (Piazza Knjaz Aleksandǎr I n. 1) - sale per mostre temporanee di arte bulgara e straniera;
- Kvadrat 500 (piazza Sv. Aleksandǎr Nevskij e via 19 febbraio 1) con una mostra rappresentativa di arte bulgara e straniera dalla collezione della galleria;
- il Museo d'Arte Cristiana nella cripta della Cattedrale di Aleksandr Nevskij - mostra permanente;
- Museo d'arte del periodo socialista (via Lačezar Stančev 7) - mostre temporanee e mostra permanente di sculture all'aperto;
- Arsenale di Sofia - Museo di arte contemporanea (corso Černi Vrăh 2) - mostre temporanee
- Le case museo degli artisti bulgari Vera Nedkova, Nikola Tanev, Ivan Lazarov e Andrej Nikolov.

## Storia
Fu istituita con decreto governativo il 24 novembre 1948 come successore dell'allora Galleria civica d'arte di Sofia, dalla quale ricevette molte delle sue mostre. Si stabilì nell'ex Palazzo reale nel 1953.
Nel 2014, il Museo Nazionale d'Arte e la Galleria Nazionale d'Arte Straniera furono riuniti nel Complesso Museale Nazionale, che dal luglio 2015 si chiama Galleria Nazionale.

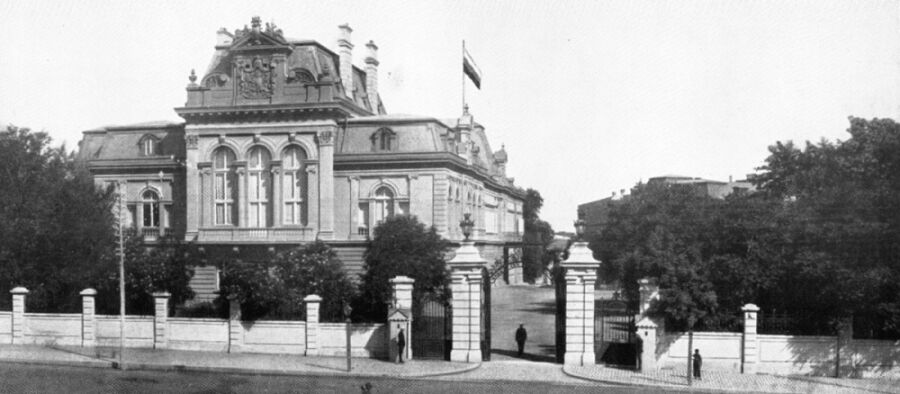
L'ex palazzo reale nel 1917.

Si trova in Piazza Battenberg, nella capitale Sofia, e occupa la maggior parte della storica moschea ottomana Çelebi e del konak ottomano, che furono convertiti nell'imponente edificio dell'ex palazzo reale della Bulgaria. La galleria è stata fondata nel 1934 e trasferita nel palazzo nel 1946, dopo l'abolizione della monarchia. La Galleria nazionale si trova ad un'altitudine di 556 metri sul livello del mare

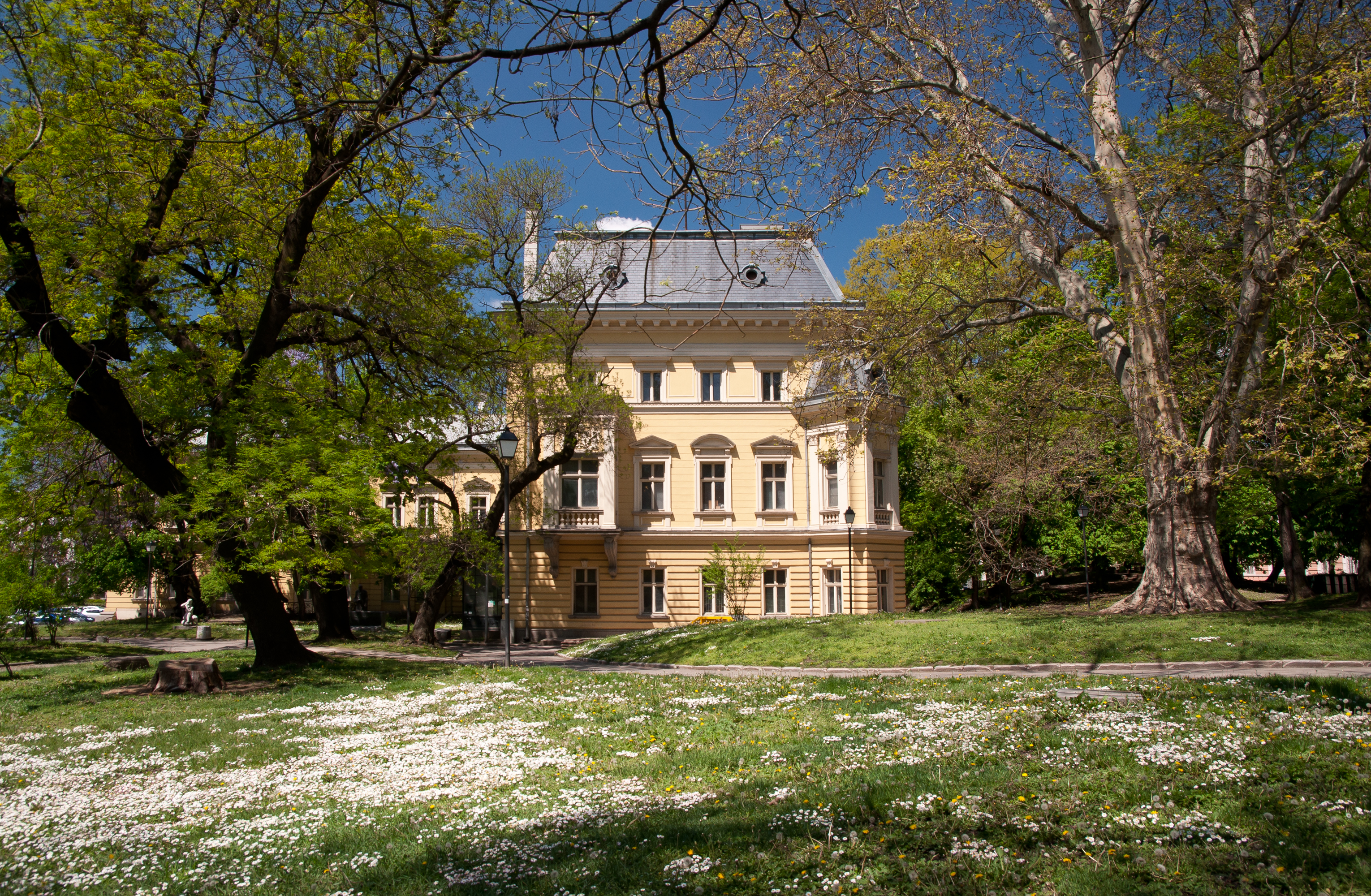
Una vista dal giardino reale

Era stata progettata da molti anni e tra il 1934 e il 1941, fu realizzato il progetto della prima donna architetto bulgara, Viktorija Angelova, per ospitare sia una collezione d'arte rinascimentale che contemporanea. L'edificio fu terminato e inaugurato nel 1942, ma fu completamente distrutto da un bombardamento del 1944. Il palazzo reale, tipico esempio di architettura del Secondo Impero con connotazioni castellane, fu costruito in due fasi, la prima tra il 1880 e il 1882, durante il regno del knjaz Alessandro Battenberg, quando l'architetto austro-ungarico Viktor Rumpelmayer lavorò all'edificio. Fu inaugurato il 26 dicembre 1882 e costituiva la parte di rappresentanza del palazzo, comprendente il piano terra amministrativo, le sale da ballo soprastanti e il terzo piano di servizio. La seconda fase, durante il regno dello knjaz (poi zar) Ferdinando I, vide la costruzione dell'ala est del palazzo ad opera dell'architetto viennese Friedrich Grünanger, che incorporò elementi del neobarocco viennese. Nell'ala est si trovavano gli appartamenti della famiglia reale, ma c'erano anche alcuni locali di servizio (compreso un ascensore).
Nel frattempo, venne istituito il Museo archeologico nazionale. Fu la prima istituzione nazionale ad avere un dipartimento artistico nel paese, fondata nel 1892. Raccolse esemplari di arte bulgara contemporanea. Il dipartimento fu integrato nella Galleria d'arte statale, nel 1934, e fu trasferito in un edificio separato. Tra le opere esposte c'erano quelle di artisti del Risorgimento bulgaro, arte straniera e opere di pittori bulgari di prima generazione dopo la liberazione della Bulgaria nel 1878.
Dopo l'abolizione della monarchia e l'istituzione di un governo comunista in Bulgaria, dopo la seconda guerra mondiale, la maggior parte del palazzo fu occupata dalla Galleria nazionale poiché la costruzione era stata distrutta dai bombardamenti nel 1943 e 1944. Tutti i dipinti erano stati messi in salvo e insieme alla collezione d'arte reale, già esposta nel palazzo, costituivano la collezione della Galleria nazionale.
Il dipartimento d'arte medievale venne fondato nel 1965 e occupa la cripta della Cattedrale di Aleksandr Nevskij. Nel 1985 la sezione d'arte straniera divenne indipendente come Galleria nazionale d'arte straniera e fu trasferita nell'ex Ufficio della tipografia reale, un imponente edificio neoclassico di Sofia.
La Galleria nazionale ospita non solo esempi di arte contemporanea e della rinascita nazionale, ma anche la più grande collezione di dipinti medievali del paese, tra cui oltre quattromila icone, una collezione paragonabile per qualità e numero solo a quella del Museo Benaki secondo il direttore della galleria, Boris Danailov.
Da maggio 2015, le collezioni del XIX e XX secolo della Galleria nazionale sono esposte insieme a quelle della Galleria nazionale d'arte straniera. A tal fine, l'edificio della Galleria nazionale d'arte straniera, in Piazza Aleksandr Nevskij, fu ampliato. Lo spazio espositivo risultante è noto come Kvadrat 500.